# Toultchyn
Toultchyn (en ukrainien : Тульчин) ou Toultchine (en russe : Тульчин ; en polonais : Tulczyn ; en roumain : Tulcin) est une ville de l'oblast de Vinnytsia, en Ukraine, et le chef-lieu administratif du raïon de Toultchyn. Sa population s'élevait à 14 446 habitants en 2022. Elle faisait partie autrefois de la Podolie.

## Géographie
Toultchyn est située à 69 km au sud-est de Vinnytsia et à 232 km au sud-ouest de Kiev.

## Histoire
Toultchine est mentionnée pour la première fois en 1607, sous le nom de Nestervar comme une forteresse contre les raids des Tatars. Dans le cadre de l'Hetmanat cosaque, elle devient en 1649 le centre du régiment de Bratslav. En 1667, Toultchine, Tulczyn en polonais, retourne à la république des Deux Nations (Pologne-Lituanie). Elle reçoit des privilèges urbains — droit de Magdebourg — en 1781. En juillet 1792, elle est le siège de la confédération de Targowica, se situant sur les domaines du comte Potocki, maréchal de la confédération. À partir de 1793, Toultchine fait partie de l'Empire russe. Elle est rattachée en 1804 au gouvernement de Podolie.
C'est à Toultchine qu'est créée en 1818 l' « Union du Midi », une association décembriste, qui devient en 1823 la « Société du Midi », dont Toultchine est le centre névralgique. 
La ville compte 11 200 habitants en 1859 et 23 900 en 1897. 
Pendant la guerre civile russe, les combats sont fréquents dans la région de Toultchine entre l'armée de la République populaire ukrainienne et les bolcheviks. 
En janvier 1920, elle passe sous l'autorité communiste du régime soviétique, jusqu'en 1991. 
Pendant la Seconde Guerre mondiale, Toultchyn est occupée par l'armée roumaine, alliée de l'Allemagne nazie, du 23 juillet 1941 au 15 mars 1944.

## Patrimoine
- Le principal monument de Toultchyn est le palais de la famille polonaise Potocki, construit selon les principes de l'architecture palladienne d'après des plans élaborés par l'architecte français Joseph Lacroix dans les années 1780.

- La statue équestre d'Alexandre Souvorov (œuvre de Boris Edwards), est l'un des symboles de la ville et un musée Alexandre Souvorov à Tymanivka.

- Le compositeur ukrainien Mykola Léontovych a vécu à Toultchyn plusieurs années et y a composé de nombreuses œuvres. Un monument lui est dédié.

Palais Potocki de Toultchyn[2]..

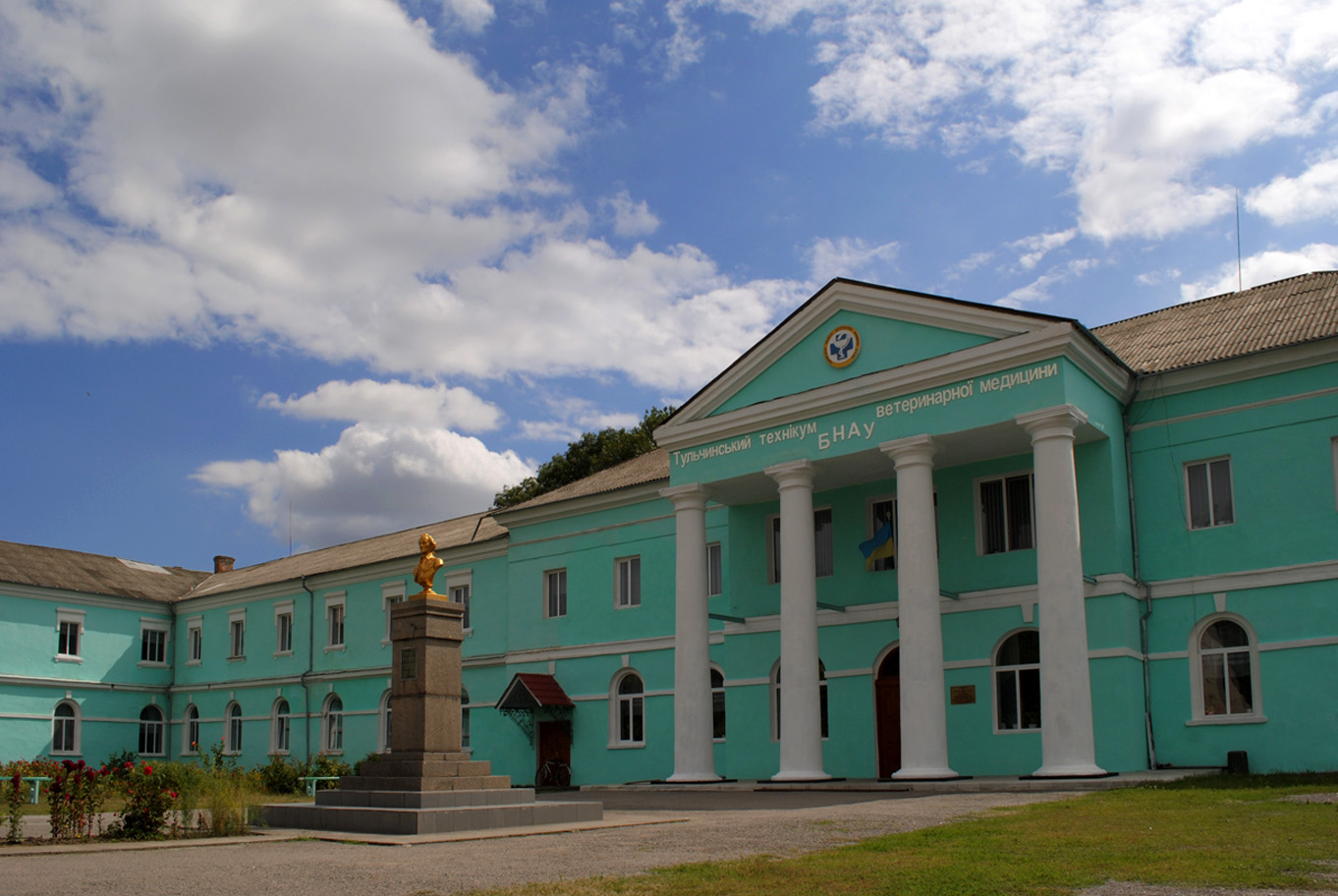
Nouveau Palais Potocki.
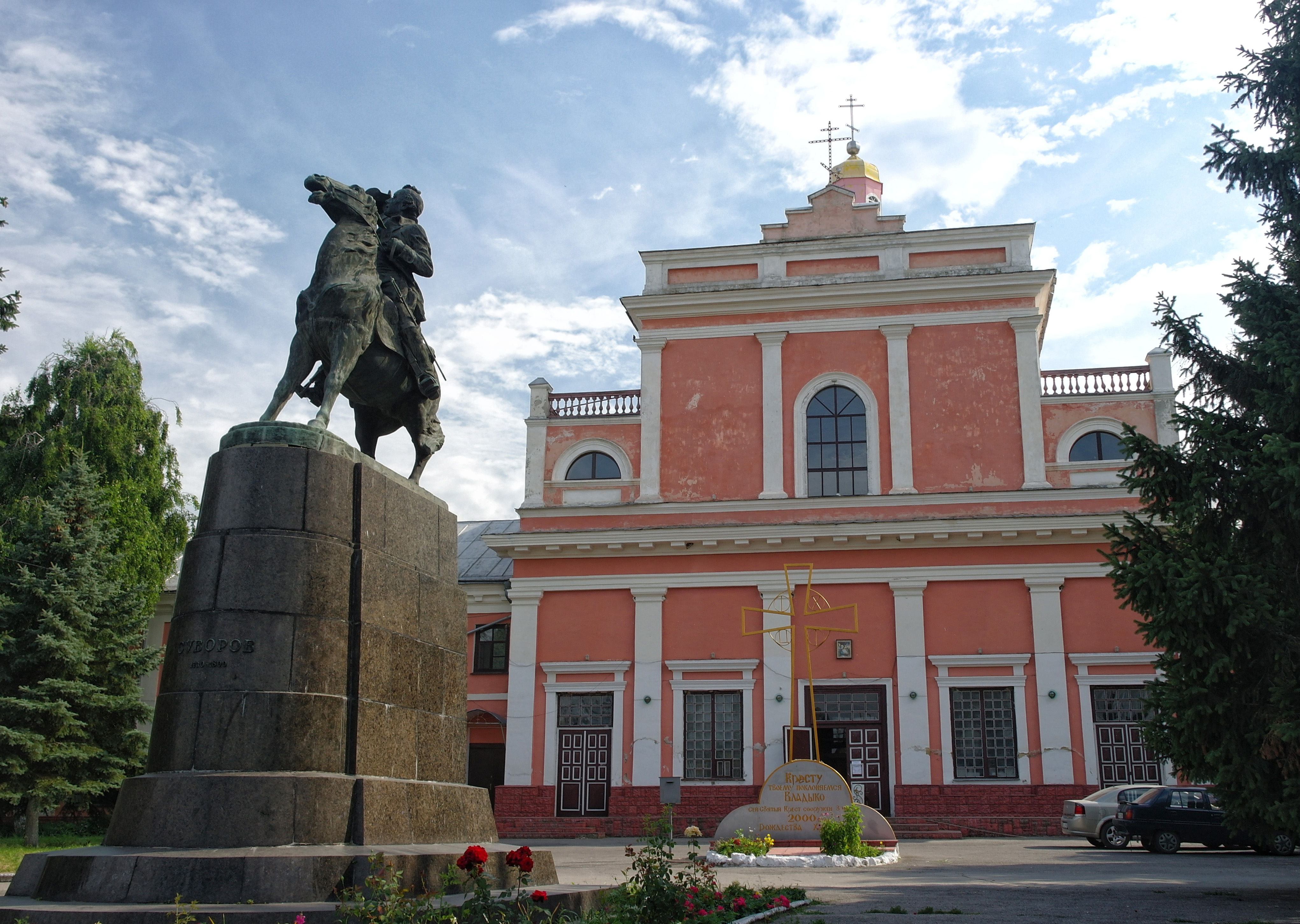
L'ancienne église catholique dominicaine, devenue cathédrale orthodoxe de la Nativité-du-Christ[3] et statue d'Alexandre Souvorov

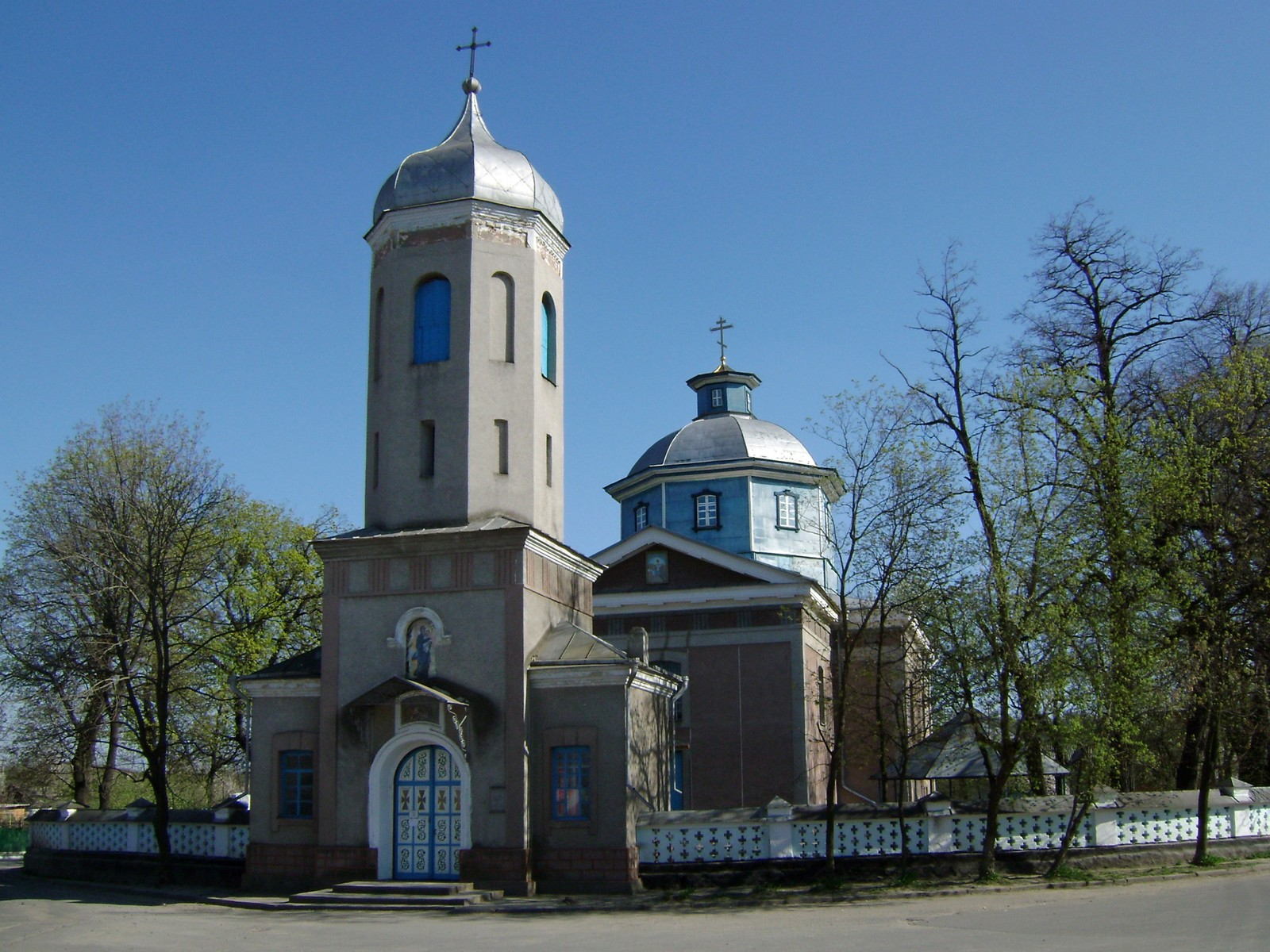
Église de la Dormition[5].
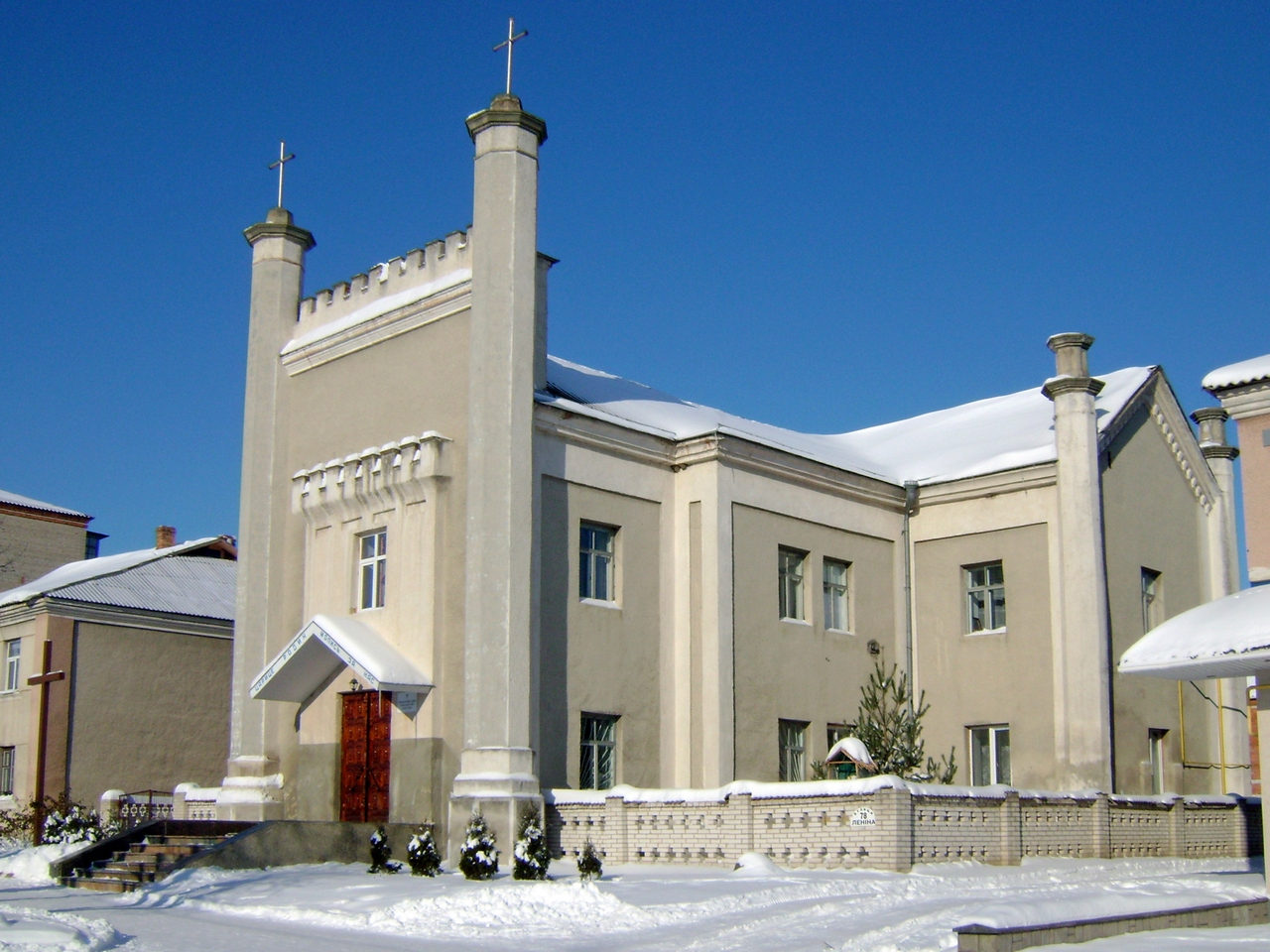
Église catholique N.D. du-Rosaire (XIXe siècle)

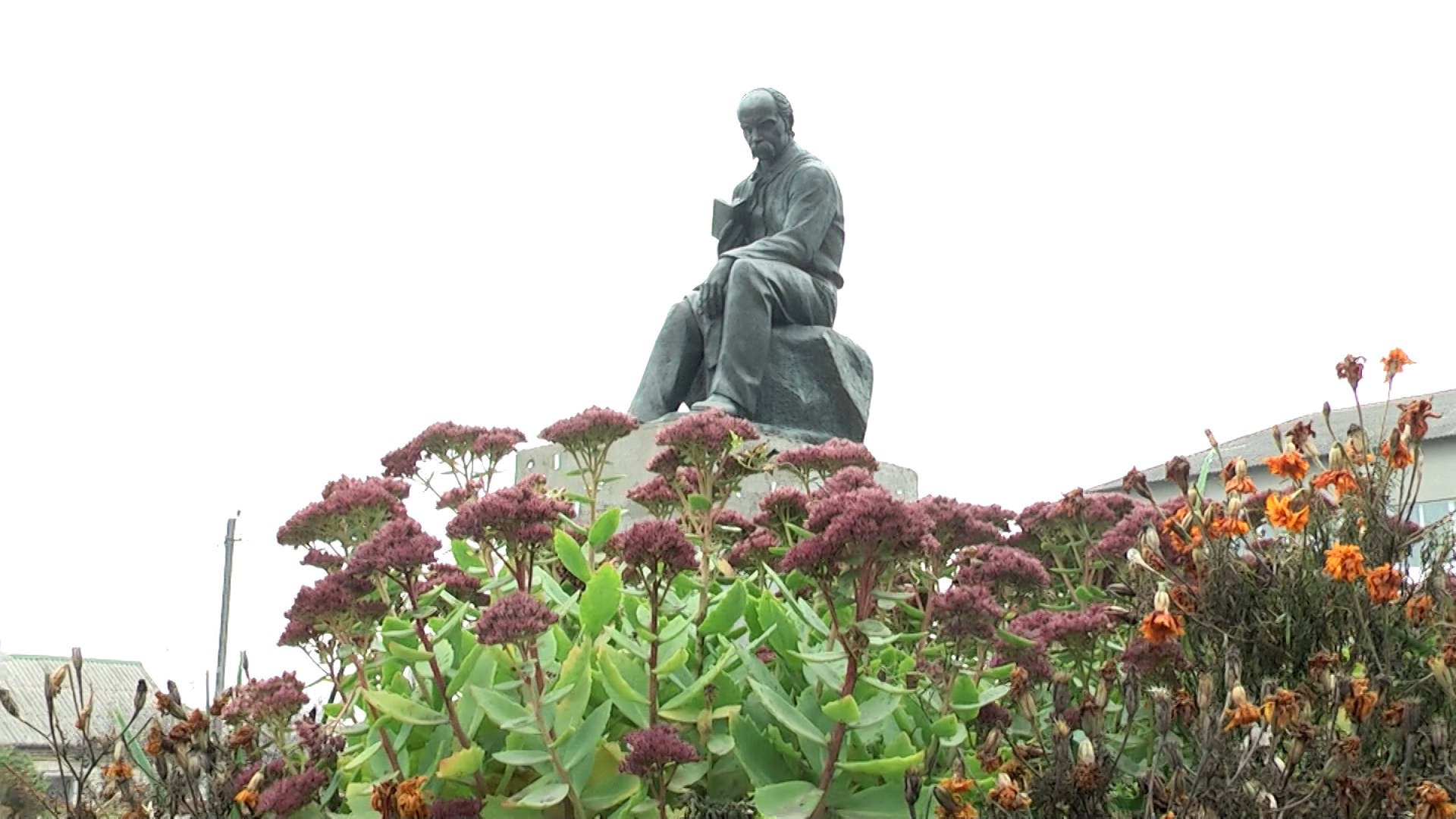
Statue de Taras Chevtchenko[6].
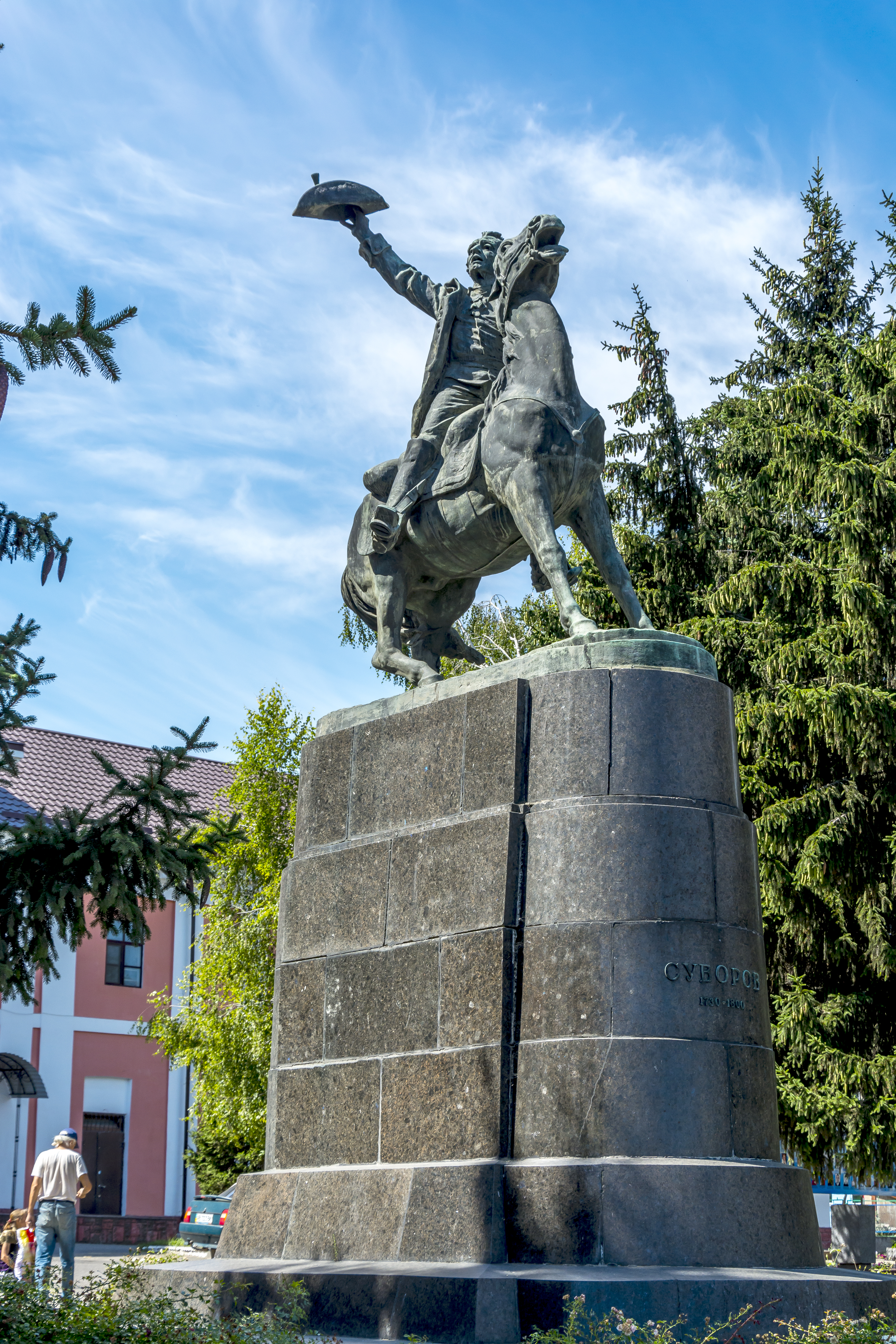
Statue équestre de Souvorov par Boris Edwards.

## Population
En 1926, la population de Toultchyn comptait 48 pour cent d'Ukrainiens et 44 pour cent de Juifs.
Recensements (*) ou estimations de la population :
| 1923*  | 1926*  | 1939*  | 1959*  | 1970*  | 1979*  | 1989*  |
| ------ | ------ | ------ | ------ | ------ | ------ | ------ |
| 11 299 | 16 119 | 13 452 | 12 492 | 14 271 | 15 901 | 16 043 |

| 2001*  | 2011   | 2012   | 2013   | 2014   | 2015   | 2016   |
| ------ | ------ | ------ | ------ | ------ | ------ | ------ |
| 16 136 | 15 631 | 15 920 | 15 849 | 15 845 | 15 763 | 15 368 |

| 2017   | 2018   | 2019   | 2020   | 2021   | 2022   | - |
| ------ | ------ | ------ | ------ | ------ | ------ | - |
| 15 274 | 15 051 | 15 011 | 14 871 | 14 668 | 14 446 | - |

## Personnalités
- Stanislas Potocki (1753-1805), général polonais, mort à Toultchyn ;
- Józef Wysocki (1809-1873), général polonais ;
- Andrei Avinoff (1884-1949), lépidoptériste américain d'origine russe, né à Toultchyn.